# Церква Святого Франциска (Евора)
Це́рква Свято́го Франци́ска (порт. Igreja de São Francisco) — католицька церква у місті Евора, Португалія. Є яскравим зразком готичної архітектури XV-XVI століть з елементами пізніших впливів; національна пам'ятка. Культова споруда відома своєю «Кістяною каплицею», оригінальною пам'яткою XVI століття, інтер'єр якої оздоблений сотнями людських черепів і кісток.   

## Опис
Ця велична церква є зразком готичної архітектури з деякими впливами португальського національного стилю мануеліну. Унікальною культову споруду робить притвор з аркадами у передній частині. Аркада утворена сімома арками різних форм (округлі, загострені або підковоподібні), що є типовим поєднанням готичних та мавританських елементів. 

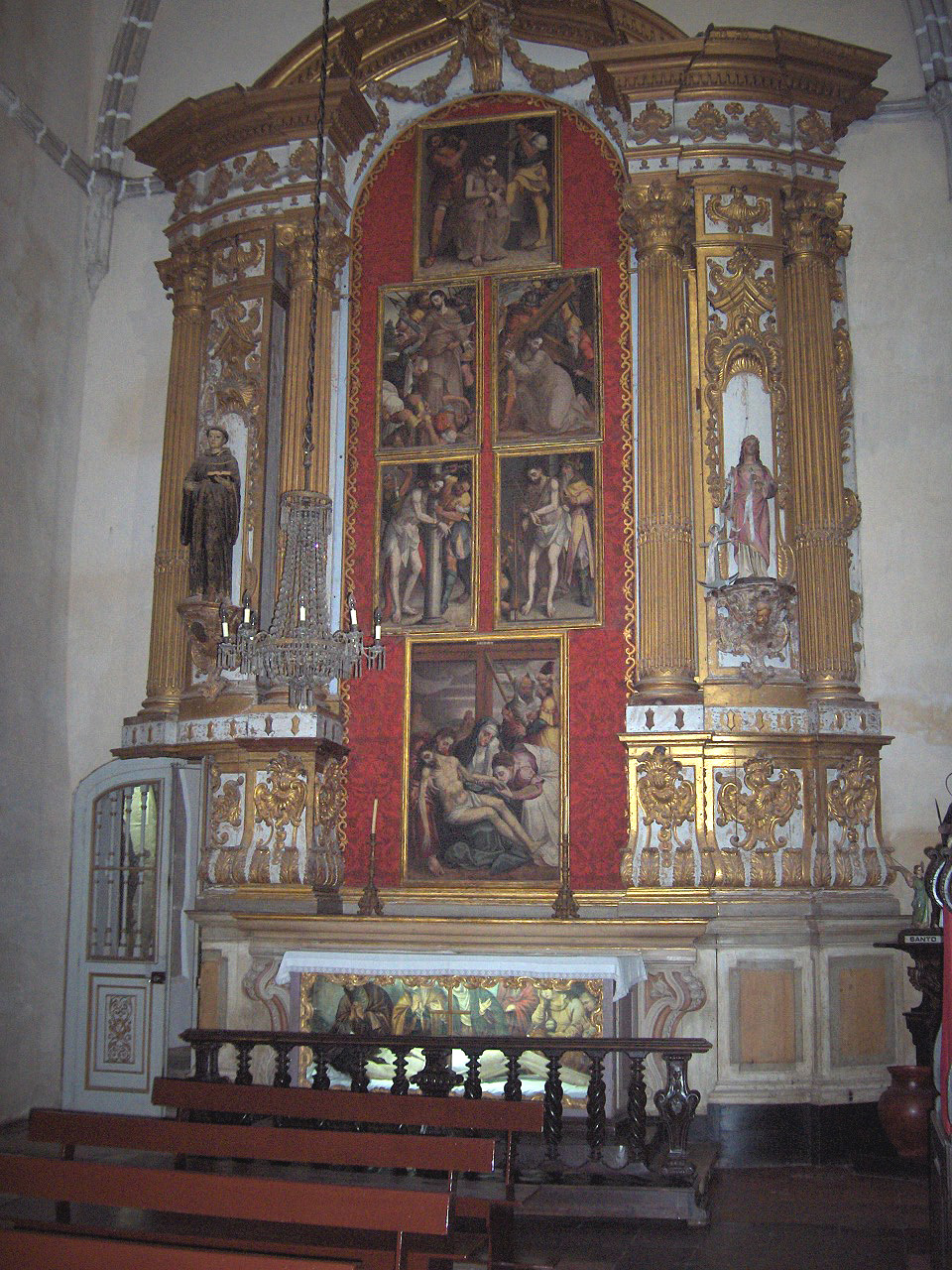
Бічний вівтар з фламандськими розписами

Зубчастий фасад має конічні або спіралеподібні шпилі. Над входом у храм у виразно мануелінському стилі встановлений пелікан, емблема короля Жоана II та армілярія, емблема короля Мануела I.
Церква має досить значні розміри: 36 х 34 х 24 м. Одинарний, склепінчастий неф створює глибоке враження, доповнюване білим покриттям стін і колонах. Це найбільший неф такого типу в Португалії. Обширне склепіння перекриття спирається на стрільчасті арки.  
Вівтарна частина (початку 16 століття) з пізнішим головним вівтарем виявляє риси ренесансу. Палати хорів виконані в різних мистецьких стилях: права ренесансна, ліва - в стилі бароко. Вівтарі в трансепті оздоблені позолоченими скульптурними елементами (talha dourada), що обрамляють панелі 16 століття, найімовірніше, розписані фламандськими художниками. 
По боках нефу дванадцять відкритих капел, зведених між контрфорсами стін.

## З історії храму
Культова споруда у теперішньому вигляді була зведена в між 1475 та 1550 роками за проектом Мартіма Лоренсу (Martim Lourenço) на місці попередньої романської церкви 1226 року.  
Зліва від входу до церкви похований Жіл Вісенті, батько португальського театру. 
Від 1910 року еворська церква Святого Франциска — національна пам'ятка.
Храм згадується в романі «Явління» (1959) португальського письменника Вержиліу Феррейри.